# Liga Mexicana de Béisbol 1953
La Temporada 1953 de la Liga Mexicana de Béisbol fue la edición número 29. Se mantiene en 6 el número de equipos pero hubo un  cambio de sede, el equipo de Charros de Jalisco se convierte en los Indios de Anáhuac quienes no participaban desde la temporada de 1939. El calendario se jugaba en un rol corrido, el equipo con el mejor porcentaje de ganados y perdidos se coronaba campeón de la liga. 
Los Tecolotes de Nuevo Laredo obtuvieron el primer campeonato de su historia al terminar en primer lugar de la temporada regular con 43 ganados y 33 perdidos, con 2 juegos y medio de ventaja sobre los Sultanes de Monterrey. El mánager campeón fue Adolfo Luque.

## Equipos participantes
| Liga Mexicana de Béisbol 1953 |           |                          |                       |           |
| Equipo                        | Fundación | Ciudad                   | Estadio               | Capacidad |
| Diablos Rojos del México      | 1940      | México, D. F.            | Delta                 | 20,000    |
| Indios de Anáhuac             | 1939      | México, D. F.            | Delta                 | 20,000    |
| Rojos del Águila de Veracruz  | 1903      | Veracruz, Veracruz       | Deportivo Veracruzano | 12,000    |
| Sultanes de Monterrey         | 1939      | Monterrey, Nuevo León    | Cuauhtémoc            | 8,000     |
| Tecolotes de Nuevo Laredo     | 1940      | Nuevo Laredo, Tamaulipas | La Junta              | 7,800     |
| Unión Laguna de Torreón       | 1940      | Torreón, Coahuila        | Revolución            | 9,500     |

## Posiciones
| Liga Mexicana de Béisbol | Liga Mexicana de Béisbol | Liga Mexicana de Béisbol | Liga Mexicana de Béisbol | Liga Mexicana de Béisbol |
| Equipo                   | JG                       | JP                       | PCT                      | JV                       |
| ------------------------ | ------------------------ | ------------------------ | ------------------------ | ------------------------ |
| Nuevo Laredo             | 43                       | 33                       | .566                     | -                        |
| Monterrey                | 40                       | 35                       | .533                     | 2.5                      |
| Águila                   | 37                       | 35                       | .514                     | 4.0                      |
| Anáhuac                  | 29                       | 31                       | .483                     | 6.0                      |
| México                   | 32                       | 39                       | .451                     | 8.5                      |
| Torreón                  | 27                       | 33                       | .450                     | 8.0                      |

| Campeón de la Liga |

## Juego de Estrellas
El Juego de Estrellas de la LMB se realizó el 19 de agosto en el Parque Delta en México, D. F. La selección de Mexicanos se impuso a la selección de Extranjeros 4 carreras a 3.

## Designaciones
Se designó como novato del año a Eduardo Serrano de los Sultanes de Monterrey.

## Acontecimientos relevantes
- 14 de agosto: Ramiro Cuevas de los Tecolotes de Nuevo Laredo le lanza juego perfecto de 9 entradas a los Diablos Rojos del México, en un partido disputado en México, D. F. y que terminó con marcador de 1-0. Convirtiéndose así en el primer pitcher en lanzar un juego perfecto en la historia de la liga.[2][3]